# Зоран Лончар (фудбалер)
Зоран Лончар (Београд, 13. децембар 1966) бивши је српски професионални фудбалер који је играо на позицији нападача.

## Клупска каријера
Лончар је дебитовао за сениоре ОФК Београда у Другој савезној лиги Југославије током сезоне 1984/85. када се клуб пласирао у Прву лигу Југославије. Следећих осам сезона провео је у првом тиму, накупио је 168 наступа и постигао 68 голова у двема најбољим лигама у земљи. У лето 1992. године, по распаду Југославије, Лончар се преселио у Грчку и потписао уговор са Арисом из Солуна. Следеће четири сезоне провео је у клубу, 99 пута је наступао, а постигао је 35 голова. У лето 1997. Лончар се вратио у ОФК Београд.

## Репрезентативна каријера
Између 1984. и 1985, Зоран је представљао Југославију у квалификацијама за Европско првенство у фудбалу до 18 година 1986. наступивши двапут као замена.

## Постиграчка каријера
Између 2012. и 2013, Лончар је био директор фудбала у ОФК Београд, пре него што је постао помоћник менаџера Зоранa Милинковићa у ФК Арис Солун. После су заједно радили у ФК Вождовцу и Партизану. По напуштању Партизана, Лончар је поново постављен за фудбалског директора у ОФК Београду.

## Статистика
| Клуб        | Сезона   | Лига    | Лига   |
| Клуб        | Сезона   | наступи | голови |
| ----------- | -------- | ------- | ------ |
| ОФК Београд | 1984/85. | 1       | 0      |
| ОФК Београд | 1985/86. | 14      | 2      |
| ОФК Београд | 1986/87. | 30      | 20     |
| ОФК Београд | 1987/88. | 21      | 6      |
| ОФК Београд | 1988/89. | 16      | 4      |
| ОФК Београд | 1989/90. | 26      | 12     |
| ОФК Београд | 1990/91. | 30      | 9      |
| ОФК Београд | 1991/92. | 30      | 15     |
| Арис Солун  | 1992/93. | 31      | 12     |
| Арис Солун  | 1993/94. | 25      | 13     |
| Арис Солун  | 1994/95. | 25      | 6      |
| Арис Солун  | 1995/96. | 18      | 4      |
| ОФК Београд | 1997/98. | 26      | 7      |
| ОФК Београд | 1998/99. | 19      | 3      |
| Укупно      | Укупно   | 312     | 113    |

## Успеси
ОФК Београд
- Југословенска друга лига: 1984/85.